# Подольський Валентин Маркович
Валенти́н Ма́ркович Подо́льський (нар. 3 лютого 1931, Темрюк — 24 лютого 2006, Львів) — український скульптор.

## Біографія
Навчався у Ворошиловградському художньому училищі, де був зокрема учнем В. Мухіна. У 1953—1959 роках закінчив Львівський інститут прикладного та декоративного мистецтва. Серед викладачів з фаху був Іван Якунін. 1969 року вступив до КПРС. Від 1975 року викладав в Інституті декоративного і прикладного мистецтва. Від 1984 року — доцент. Член Спілки художників УРСР. 1979 року отримав звання Заслуженого діяча мистецтв УРСР. Від 1957 року брав участь в обласних і республіканських виставках, від 1967 — у всесоюзних. Мешкав у Львові на вулиці Гончарова (нинішня Кубійовича). Майстерня розміщувалась у Стрийському парку.
Помер у Львові, похований на 27 полі Сихівського цвинтаря.
Роботи
- Пам'ятник Віті Коробкову у Феодосії (1959, бронза, мармур, архітектор В. Купріянов).Памятники истории и культуры Украинской ССР. — Киев : Наукова думка, 1987. — С. 303. (рос.)
- Бронзовий барельєф із портретним зображенням Миколи Кузнецова на могилі, що на Пагорбі Слави у Львові (після 1960, архітектор Михайло Федик).[7]
- Пам'ятник Миколі Кузнецову у Львові (1962, співавтори скульптори Василь Власов, С. Рукавишніков, архітектори Володимир Дорошенко[8], Михайло Каневський[9]).
- «Ленін-гімназист» (1963, пісковик, 67×57×40, Національний музей).[10]
- Портрет скульптора Івана Якуніна (1963).[11]
- Пам'ятник загиблим односельчанам у селі Миколаїв Радехівського району (1966).[12]
- «19-й рік» (1966[1], за іншими даними 1966[5]).
- Пам'ятник Володимирові Леніну у Самборі на колишній вулиці Переяславській, тепер Шухевича (1966, співавтори скульптор Валентин Борисенко, архітектор Анатолій Консулов).[13]
- Портрет архітектора С. Смурікова (1967).[11]
- Пам'ятник «100 років надвірнянської нафти» у Надвірній (1967, співавтор Валентин Усов).[5]
- В. І. Ленін (1967, кована мідь, 90×70×60).[14]
- «Електрокарниця» (1967, мідь).[2]
- Пам'ятник борцям за возз'єднання у Трускавці (1969, співавтор Валентин Борисенко).[15]
- Пам'ятник Леніну в селі Миколаїв Радехівського району (1969).[12]
- Пам'ятник Герою Радянського Союзу Г. Ф. Геврику у Дрогобичі (1970, співавтор Валентин Борисенко).[16]
- Пам'ятник Володимиру Леніну в Ясенові (1970, співавтор Валентин Борисенко).[17]
- Пам'ятник Паші Савельєвій у Луцьку (1972, співавтори Валентин Борисенко, Йосип Садовський, архітектор В. Семененко).[18]
- Пам'ятник «Слава праці» в селі Оглядів (1972, співавтор Валентин Борисенко).[12]
- Пам'ятник радянським солдатам у Золочеві Львівської області (1974, співавтори скульптор Валентин Борисенко, архітектор Анатолій Консулов).[19]
- Пам'ятник Івану Федорову у сквері на вулиці Підвальній у Львові (1977, співавтори скульптор Валентин Борисенко, архітектор Анатолій Консулов).[20]
- Пам'ятник учасникам Хотинського повстання 1919 року (1977, співавтори скульптор Валентин Борисенко, архітектор Анатолій Консулов).[21]
- «Клятва» (1968, кована мідь, 88×200×72).[22] Згадується також як «Присяга».[1]
- «Заклик» (1969, кована мідь, 120×150×100, Художній фонд УРСР[23], за іншими даними 160×145×70[24]).
- Пам'ятник розстріляним у Дрогобичі (1974, співавтори скульптор Валентин Борисенко, архітектор Є. Хомик).[25]
- Пам'ятник землякам, загиблим у Другій світовій війні в селі Красностав Волинської області (1975).[26]
- Пам'ятник Володимиру Леніну в Бориславі (1976, співавтори скульптор Валентин Борисенко, архітектор Є. Клецко[27]; є також версія про 1977 рік[9]).
- Портрет Г. І. Петровського (не пізніше 1978, тонований гіпс, 110×72×75).[28]
- Пам'ятник Володимиру Леніну в Мукачевому (1978, співавтор Валентин Борисенко).[2]
- «Назавжди!», композиція зображує селянина, який закріплює прапор (1979, кована мідь, 250×200×85).[29]
- Пам'ятник Володимиру Леніну в Кіцмані (кін. 1970-х, співавтор Валентин Борисенко).[6]
- Пам'ятник Володимиру Леніну в селі Павлів Львівської області (1981, співавтор Валентин Борисенко).[12]
- Проект пам'ятника Данилові Галицькому у Львові. Здобув призове місце на конкурсі 1982 року.[1]
- «В. І. Ленін» (1985, тонований гіпс, 112×150×110).[30]
- Пам'ятник Клименту Ворошилову в Буську (1980, архітектор Анатолій Консулов).[17]
- Статуя Володимира Леніна в київському філіалі Центрального музею імені Леніна (не пізніше 1983, мармур, висота понад 5 м). Відзнчена Почесною грамотою Президії Верховної Ради УРСР.[6]
- «Герой соціалістичної праці М. Савчин» (1986).[31]
- «Господарка ферми» (1986).[32]
- «І. Франко» (1986, тонований гіпс, 78×37×32).[33]
- Пам'ятник В. Ковалю на Сихівському цвинтарі у Львові. 1985—1986 роки, співавтор архітектор Василь Каменщик.[34]
- Монумент «1941—1945 рр.» у Хмільнику Вінницької області (1988).
- Пам'ятник Олександрові Пушкіну в Заболотцях Бродівського району (1988, архітектор Олександр Матвіїв).[35]
- Пам'ятник Тарасові Шевченку в селі Перлівці Івано-Франківської області (1990).
- Пам'ятник Тарасові Шевченку і Маркіяну Шашкевичу у смт Новий Яричів під назвою «Єдність», (1992, Скульптор Йосип Буковинський).[36]
- Пам'ятник Данилові Галицькому в Галичі (1998—1999, співавтори скульптор Олександр Пилєв, архітектор Олег Чамара).[37]
- Ряд пам'ятників на Личаківському цвинтарі у Львові. Зокрема рельєф на надгробку генерала І. Совєтнікова (1958, арх. Генріх Швецький-Вінецький), надгробок генерала-полковника Василя Бісярина (пом. 1969, поле № 1, арх. Мирон Вендзилович), ветеранів комуністичних організацій Львівщини А. Шмигельського (пом. 1973, поле № 1а), І. Куриловича (1982, поле № 1, арх. Йосип Буковинський), Б. Дудикевича (пом. 1972, поле № 1а, арх. Ярослав Новаківський) М. Павлика (пом. 1977). На полі № 7 знаходиться пам'ятник чотирьом загиблим 1974 року в автокатастрофі студентам: В. Голоду, Р. Розенбергу, В. Іщенку та С. Ткаченкові.[38]
- Пам'ятник радянським солдатам у селі Озерна Тернопільської області (архітектор Валентин Агарков).[39]
- «Сиваш».[1]
- Портрет скульптора Валентина Усова.[1]
- Портрет слюсаря М. Грабовського.[1]